# Буке д'Орб
Буке д'Орб (фр. Bousquet-d'Orb) је насеље и општина у јужној Француској у региону Лангдок-Русијон, у департману Еро која припада префектури Лодев.
По подацима из 2011. године у општини је живело 1593 становника, а густина насељености је износила 134,66 становника/km². Општина се простире на површини од 11,83 km². Налази се на средњој надморској висини од 257 метара (максималној 787 m, а минималној 236 m).

## Демографија
| 1962. | 1968. | 1975. | 1982. | 1990. | 1999. | 2011. |
| ----- | ----- | ----- | ----- | ----- | ----- | ----- |
| 2.038 | 2.270 | 1.944 | 1.816 | 1.702 | 1.483 | 1.593 |

График промене броја становника у току последњих година